# Janis Joplin
Janis Joplin, narozená  jako Janis Lyn Joplin (19. ledna 1943, Port Arthur, Texas, USA – 4. října 1970, Los Angeles, Kalifornie, USA) byla americká bluesová a rocková zpěvačka, skladatelka, kytaristka a hudební aranžérka. Někdy je považována za představitelku bílého soulu. Známou se stala koncem 60. let jako zpěvačka formace Big Brother and the Holding Company, později jako sólová umělkyně. Pro její zpěv byl typický výrazný expresivní projev spojený se schopností zpívat černošské blues, na základě čehož byla považována za první rockovou zpěvačku. Zároveň se stala pionýrkou na scéně, jíž dosud dominovali muži, a jednou z prvních zpěvaček, na kterou se nehledělo pouze jako na sexuální symbol.
Janis Joplin byla v roce 1995 uvedena do Rock'n'rollové síně slávy. V roce 2004 se v časopise Rolling Stone dostala na 46. místo seznamu stovky nejvýznamnějších umělců všech dob a v témže časopise v roce 2008 na 28. místo seznamu stovky největších zpěváků všech dob. Široká veřejnost ji považovala za jednu z nejvýznamnějších osobností hnutí hippies, i když se sama dříve ztotožňovala s hnutím beat generation. Zemřela na předávkování heroinem v kombinaci s alkoholem ve věku 27 let.

## Život
Janis Lyn Joplin se narodila 19. ledna 1943 v městečku Port Arthur v americkém Texasu. Od mládí se odlišovala svým nevázaným chováním od přísně maloměstského prostředí svého rodného města. Prožila nepříliš šťastné dětství, kdy trpěla především pro svůj odlišný vzhled a nedostatek respektu ostatních spolužáků. Velmi záhy začala konzumovat drogy. Již krátce po maturitě byla hospitalizována pro alkoholismus. Uvažovala o kariéře výtvarné umělkyně, začala studovat sociologii a  žádné studium však nedokončila.
Postupně ji začal přitahovat svět populární hudby. Od mládí obdivovala bluesovou zpěvačku Bessie Smith, „císařovnu blues“, které se chtěla sama svým muzikantským projevem vyrovnat. To se jí nakonec povedlo, ale za cenu totální drogové sebedestrukce, v čemž také napodobila svůj muzikantský vzor. Zkraje 60. let začala Janis Joplin zpívat v barech, odkud nastartovala svou strmou, ale velmi krátkou kariéru blues-rockové zpěvačky. Postupně se vypracovala na jednu z nejvýraznějších představitelek právě se rodící rockové odnože populární hudby. Vystupovala na festivalech společně s dalšími slavnými zpěváky a hráči té doby (Hendrix, Morrison, Dylan apod.).
Přijala však zároveň způsob života, který praktikovala valná část představitelů a představitelek této hudební scény a který vešel do historie pod heslem drogy, sex a rock 'n' roll. Stala se ikonou tohoto životního stylu. Byla však vynikající zpěvačkou, kterou mnozí považují za vůbec nejlepší v historii rockové hudby. Její osobní pěvecký projev se vyznačoval mimořádnou expresivitou, emocionalitou a syrovostí, na druhé straně mu nechyběly ani prvky něhy a citu. Její koncerty se vyznačovaly elektrizujícím napětím mezi ní a posluchači/kami a na konci 60. let se Janis Joplin stala celosvětově slavnou. Stále více však zároveň podléhala zničujícím dávkám drog. Dne 4. října 1970 byla nalezena v hotelovém pokoji v Los Angeles v Kalifornii mrtvá. Příčinou smrti bylo předávkování drogami. Ačkoliv Janis Joplin zemřela ve věku 27 let, stačila její krátká hudební kariéra na to, aby se zapsala trvale do historie populární (rockové) hudby jako jedna z jejích nejvýznamnějších představitelek.

## Janis Joplin a feminismus
Janis Joplin nebývá spojována pouze s hudební tvorbou. Jméno zpěvačky je často skloňováno také v kontextu feminismu. Zpěvačce je připisována role tehdejší feministické ikony, která byla v kontrastu se sexistickou rockovou scénou, ve které dominovali muži, nepřehlédnutelná. V době, kdy její kariéra gradovala, téměř paralelně gradovala také aktivita Women's Liberation Movement, a Janis – ne zcela vědomě – sloužila jako feministický symbol pro nespočet žen.
Jednou z věcí, která je často u Janis Joplin v souvislosti s feministickou tematikou zmiňována, je zpěvaččin velmi individuální vzhled.
Janis Joplin pomohla osvobodit miliony mladých dívek od rtěnky a podvazkových pásů, když přišla se vzhledem, který se vyznačoval nenošením podprsenky a divoce kombinovaným, volným, stylem oblékání. Její dlouhé, hnědé vlasy, kterým chyběl lesk, pomohly některým ženám ustoupit z přehnaného česání, mytí, upravování a barvení, které i dnes stále svírá velkou část Ameriky. Dívkám přinesla odvahu být samy sebou… 
Také sexualita zpěvačky se stala velmi probíraným tématem. Pro Janis byl volný, nezávazný sex součástí životního stylu. Sama bez většího ostychu přiznávala, že počet jejích sexuálních partnerů a partnerek byl velmi vysoký a že po intimní stránce poznala nespočet známých osobností. Své tělo ovšem nepoužívala jako zbraň v boji proti mužům (či ženám), ale spíše jako nástroj ke zprostředkování oboustranného uspokojení.
I přes zmiňovaný silný vliv, který zpěvačka ve své době v oblasti ženských otázek měla, se však Janis Joplin nikdy jako feministka neprezentovala a nestala se součástí žádného feministického hnutí. Text písně Women Is Losers  ovšem o jejích myšlenkách a postojích dává napovědět. Svým životním stylem a tvorbou ovlivnila nemálo žen. V Oxford Encyclopedia of Women in World History  stojí, že R&B zpěvačka Etta James se o Janis trefně vyjádřila jako o andělovi, který přišel a vydláždil cestu, po které se předtím ještě žádná bílá žena nevydala.

## Hudba

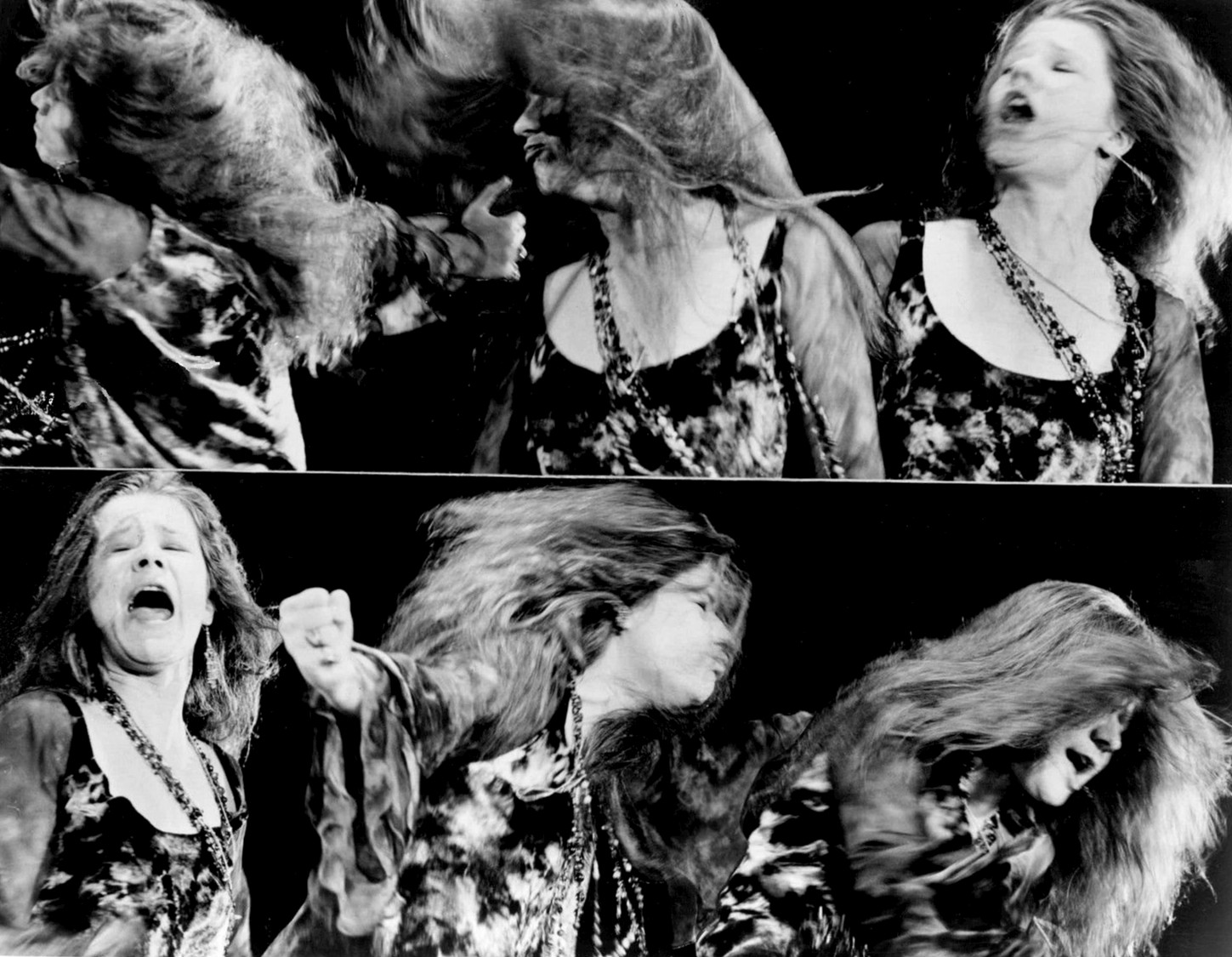
Janis Joplin při televizním vystoupení (montáž, 1969)

Janis Joplin je jednou z nejvýznamnějších představitelek hudby 60. let 20. století, tedy období hudby hippies. K hudbě hippies v podstatě u všech umělců/-kyň patří i životní styl, kterým i Janis samozřejmě žila. Její význam nepochybně spočívá v novátorském přístupu „bílé holky“ k rhythm&bluesové hudbě, poněvadž nikdo z bělošské komunity nezpíval blues tak jako ona. Určitou paralelu s ní můžeme v posledních letech najít u Amy Winehouse, která stejně jako Janis patří do Klubu 27.
Její hudební kariéra začíná roku 1962, kdy se stává členkou tria The Waller Creek Boys. O rok později se přestěhovala do San Franciska, kde zpívala po klubech, mj. s Jormou Kaukonenem, pozdějším členem Jefferson Airplane. Se zpěvem chtěla skončit a projevila zájem o studium, proto se v roce 1966 vrátila domů. Zpěv jí ale chyběl, a tak se záhy vrátila do San Franciska. Zde nastal zlom v její hudební kariéře: Stala se členkou Big Brother and the Holding Company, se kterou v roce 1967 velmi úspěšně vystoupila na festivalu v Monterrey.  Nahrála s kapelou desku a stává se hvězdou.
Vědoma si své slávy, opustila kapelu Holding Company a založila vlastní uskupení Kozmic Blues Band, se kterým dobývala hudební svět. S touto kapelou natočila i jednu z nejznámějších skladeb, a to Piece Of My Heart (autorů Jerry Ragovoy a Bert Berns). A jako každá tehdejší ikona hippies hudby vystoupila s Kozmic Blues Band na festivalu ve Woodstocku v roce 1969, vedle hvězd jako Carlos Santana, či Jimi Hendrix.  O rok později se kapela rozpadla.
V posledních několika měsících života nahrávala i s kapelou The Full Tilt Boogie Band, se kterou vydala i hit Cry Baby. V září 1970 nahrála své pravděpodobně nejslavnější album Pearl, práci na něm přerušila její smrt a album vyšlo až posmrtně.
Hudba Janis Joplin je typická pro svou dobu, zatímco texty jsou nadčasové. Způsob, jakým se ujala žánru blues, byl do té doby nepoznaný, zvláště v podání bělošky. Znakem doby byla mj. i experimentace a proplétání žánrů, což řadí kapely a jednotlivce této doby mezi nejvýraznější a nejvlivnější představitele populární hudby, např. Jimi Hendrix, Carlos Santana, Beatles, Eric Clapton aj.
Její nejsilnější stránkou byl nakřáplý hlas, frázování a schopnost improvizace. Problematické je, jak závislost na drogách, která ji zničila, ovlivnila její tvorbu.
Janis Joplin je známá i jako jedna z hudebnic, které prodaly obrovský počet alb po své smrti – od roku 1991 je to 7,8 milionu kusů.

## Diskografie

### Big Brother and the Holding Company
| Název                               | Vydáno        | Vydavatel             |
| ----------------------------------- | ------------- | --------------------- |
| Big Brother and the Holding Company | 1967          | Mainstream Records    |
| Big Brother and the Holding Company | 1967, CD 1999 | Columbia, Legacy /CD/ |
| Cheap Thrills                       | 1968, CD 1999 | Columbia, Legacy /CD/ |
| Live at Winterland '68              | 1998          | Legacy                |
| Live at the Carousel Ballroom 1968  | 2012          | Legacy                |

### Kozmic Blues Band
| Název                                  | Vydáno        | Vydavatel |
| -------------------------------------- | ------------- | --------- |
| I Got Dem Ol' Kozmic Blues Again Mama! | 1969          | Columbia  |
| I Got Dem Ol' Kozmic Blues Again Mama! | 1969, CD 1999 | Legacy    |
| Live in Amsterdam                      |               |           |
| The Woodstock Experience               | 2009          | Legacy    |

### Full Tilt Boogie Band
| Název                             | Vydáno         | Vydavatel |
| --------------------------------- | -------------- | --------- |
| Pearl                             | 1971           | Columbia  |
| Live in Honolulu                  | 1975           |           |
| Wicked Woman (Janis Joplin album) | 1976           |           |
| Pearl                             | 1971, CD 1999  | Legacy    |
| Pearl                             | 1971, 2CD 2005 | Legacy    |
| The Pearl Sessions                | 2012           | Legacy    |

### Alba vydaná po smrti
| Název                              | Vydáno | Vydavatel        |
| ---------------------------------- | ------ | ---------------- |
| Janis Joplin's Greatest Hits       | 1973   | Columbia         |
| Janis                              | 1975   | Columbia         |
| Anthology                          | 1980   |                  |
| Farewell Song                      | 1982   | Columbia         |
| Cheaper Thrills                    | 1984   | Fan Club         |
| Janis                              | 1993   | Columbia, Legacy |
| 18 Essential Songs                 | 1995   | Columbia, Legacy |
| The Collection                     | 1995   |                  |
| Live at Woodstock: August 19, 1969 | 1999   |                  |
| Box of Pearls                      | 1999   | Legacy           |
| Super Hits                         | 2000   | Sony             |
| Love, Janis                        | 2001   | Sony             |
| Essential Janis Joplin             | 2003   | Sony             |
| Very Best of Janis Joplin          | 2005   | Import           |